# Společnost pro výzkum kamenných křížů
Společnost pro výzkum kamenných křížů byla zakládána při Muzeu Aš v letech 1981–1984 za účelem vybudovat celorepublikovou evidenci monolitických křížů a ostatních drobných památek.

## Vznik společnosti
Společnost vznikala jako aktiv externích spolupracovníků Muzea Aš v letech 1981–1984. Poprvé se oficiálně sešla v září 1984, i když část spolupracovala s muzeem osobně nebo korespondenčně již několik let předtím. Toto setkání založilo tradici každoročního setkávání členů společnosti vždy o posledním víkendu v září.

## Význam společnosti
Cílem založení společnosti bylo zavedení celorepublikové evidence monolitických křížů a ostatních drobných památek a péče o jejich ochranu.
K plnění daných cílů významně přispívá tradice každoročního setkávání členů společnosti, kterého se účastní 70–80 osob z České republiky, Polska, Slovenska a Německa. Mimo to se účastní téměř 200 dopisovatelů.

### Činnost

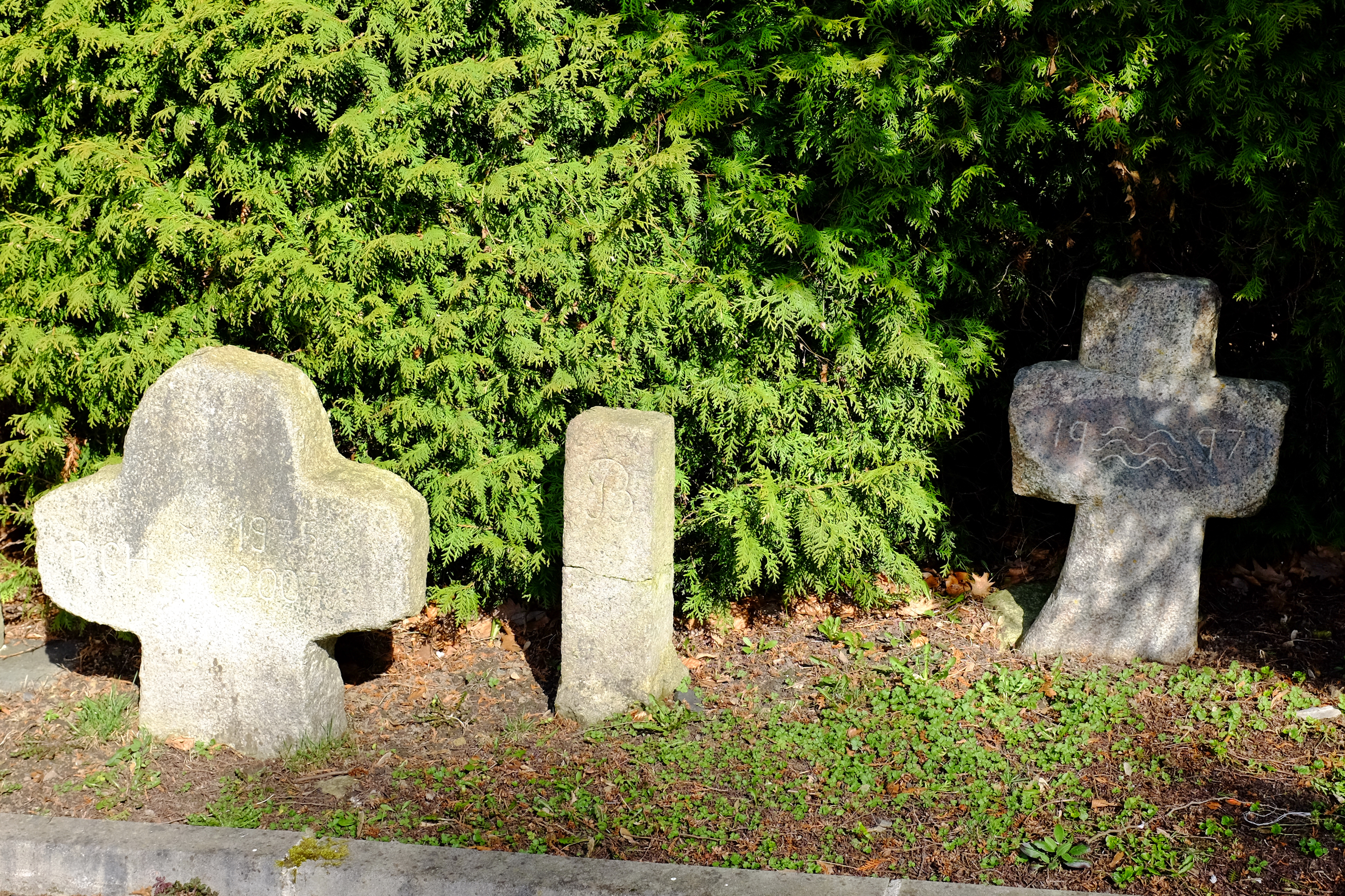
Aš, smírčí kříže v zahradě muzea

Od svého založení uvedli členové společnosti do původního stavu téměř 300 kamenných křížů. Jen v obvodě pověřených městských úřadů Aš, Cheb a Mariánské Lázně byly nalezeny a postaveny kamenné kříže v Aši u hřbitova, 3 kříže v Polné, v Hazlově, Dvorku, u bývalé restaurace Myslivna v Chebu, u zaniklé obce Bříza, v Dolní a Horní Hraničné, Dolních Dvorech, Louchově, Dolních Pasekách, 2 kříže v Dolním Žandově, v Úbočí, další ve Dvorku, Hněvíně, v Hůrce u Libé, Lipné, Kopanině, Mariánských Lázních, Maškově, Milhostově, Mlýnku a na Špitálském Vrchu. Čtyři torza křížů byla nalezena pomocí sond v Podhradu, znovuobjeveny byly i kříže v Povodí, Vlkovicích a Závišíně. Při technické úpravě pozemku mezi Horní Vsí a Dlouhými Mosty byl v roce 1985 buldozerem vyhrnut kamenný kříž, pod kterým leželo torzo dalšího kříže. Oba kameny jsou vystaveny v archeologické expozici Chebského hradu. Při napouštění Jesenické přehrady byl v 60. letech zatopen kříž, jenž byl po snížení hladiny v roce 1990 opět nalezen a za pomoci techniky vytažen. Opravený nyní stojí u kostela sv. Oldřicha v Dřenici.
Stejným způsobem pracovali členové společnosti i ze vzdálenějších regionů, obnovili či restaurovali kamenné kříže v Arnoltově, pamětní kříž v Drahovicích, Hruškové, Kostelní Bříze, v Kokašicích, Křímově, ve Svojšíně, Ovesných Kladrubech, v Opatově, Hněvíně, Ždírnici, Královském Poříčí, Ostrově, Polínce, Krásném Údolí, Hunčicích, Lužném, Louchově, v polesí Pirka, Dobré Vodě, ale i jinde. Kolem mnoha členů společnosti se vytvořily skupinky přátel, jež v okolí svého bydliště zachránily další desítky památek.

### Centrální evidence
Centrální evidence spravovaná společností obsahuje 5 940 položek drobných památek, 1 021 položek hraničních kamenů, 273 položek kamenných křížů v cizině a 2 505 položek tuzemských kamenných křížů (rok 2019).

### Knihovna
Byla vybudována knihovna o 1 919 titulech. Z velké části se jedná o literární produkci členů a příznivců společnosti. Regionální práce většího rozsahu napsali Fr. Karl Azzola, Radka a Karel Brůnovi, Stanislav Burachovič, Nataša Steinová – Belisová, Claudia Buganová, Jaroslav Dietl, Zdeněk Jaroš, Hynek Jurman, Tomáš Karel, Vladimír Navrátil, Eva Nečasová, Jiří Ošanec, Zdeněk Procházka, Pavel Rund, Valentin Urfus, Jiří Vaněk, Jaroslav Vít, Stanislav Wieser, Daniel Wojtucki, Alfred Zeischka a další (rok 2019).

## Co je smírčí kříž a smírčí kámen
Smírčí kříže jsou kamenné hrubě sekané kříže stavěné koncem středověku na místech násilné smrti. Byly zřizovány nejčastěji přímo viníkem nebo postaveny na jeho náklad na místě činu jako důkaz, že došlo k usmíření a vyrovnání mezi vrahem a rodinou oběti. V pozdějších dobách sloužily jako připomínka násilné smrti. Nacházejí se nejvíce v západních a severních Čechách. Na Moravě je podoba kříže nejčastěji vysekána v reliéfu do plochých kamenů, ty bývají označovány jako křížové kameny.